# Managuas gamla katedral
Managuas gamla katedral, även känd som Catedral de Santiago på spanska, är en katedral i Managua, Nicaragua.
Den designades och skickades med båt från Belgien 1920 av arkitekten Pablo Dambach. Katedralen klarade jordbävningen 1931 men skadades svårt vid jordbävningen 1972, vilket ledde till bygget av en ny katedral eller "Catedral de la Concepcion". Man har dock börjat försöka renovera den gamla.
Det gamla klocktornet skadades svårt i inbördeskriget under 1980-talet, och togs bort under det sena 1990-talets renoveringar.

### Fotnoter
1. ↑  ”www.canal2tv.com”. Arkiverad från originalet den 1 oktober 2011. https://web.archive.org/web/20111001014948/http://www.canal2tv.com/Noticias/Septiembre%202006.html.